# Daughter of Don Q
Daughter of Don Q (bra A Filha de Dom "Q") é um seriado estadunidense de 1946, gênero aventura, dirigido por Fred C. Brannon e Spencer Gordon Bennet, em 12 capítulos, estrelado por Lorna Gray, Kirk Alyn e LeRoy Mason. Foi produzido e distribuído pela Republic Pictures, e veiculou nos cinemas estadunidenses a partir de 27 de julho de 1946.
No seriado, a heroína Delores Quantero é uma descendente de um herói no estilo Zorro, Don Quantero, e há combinação de elementos de Western B com elementos contemporâneos de filmes policiais, especialmente o fato de o vilão tentar roubar terras aparentemente inúteis da heroína, porque secretamente sabe que valem uma fortuna. Neste caso, Dolores Quantero é a legítima herdeira da terra valiosa que outro membro da familia, Carlos Manning, quer para si mesmo.

## Sinopse
Dolores Quantero é uma descendente de um herói no estilo Zorro, Don Quantero, a quem foi concedida a terra pela coroa espanhola. Esta concessão, que ainda é legalmente válida, agora abrange o distrito de negócios da cidade. Outro descendente, Carlos Manning, descobriu a existência deste documento e tenta herdar a fortuna assassinando seus parentes.

## Elenco
- Lorna Gray … Dolores Quantero, herdeira e heroína (creditada Adrian Both)
- Kirk Alyn .. Cliff Roberts, repórter que ajuda Dolores
- LeRoy Mason … Carlos Manning, vilão
- Roy Barcroft … Mel Donovan
- Claire Meade … Marie Martinez
- Kernan Cripps … Inspetor Grogan
- Jimmy Ames … Romero
- Eddie Parker em múltiplos papeis
- Tom Steele em múltiplos papeis
- George Chesebro (não-creditado)

## Produção
Daughter of Don Q foi orçado em $137,988, porém seu custo final foi $140,156.
Com o orçamento estourado em 1,6%, ainda foi um custo baixo para os seriados da Republic, que teve uma média, ao longo de todos os 66 seriados que produziu, de 5.7% de superfaturamento, em especial considerando o seriado subsequente, The Crimson Ghost, que excederia seu orçamento por 16,9%. Embora o orçamento o faça ser considerado o mais caro da Republic em 1946, The Crimson Ghost levou esse título com um custo final de $161,174.
Foi filmado entre 3 e 30 de janeiro de 1946, e foi a produção de nº 1596.
Todos os seriados produzidos pela Republic em 1946 tiveram 12 capítulos longos e este foi o primeiro ano em que nenhum seriado de 15 capítulos foi produzido. Quase todos os futuros seriados da Republicseguiriam esse limite de 12 capítulos até o lançamento do último, em 1955.
Uma curiosidade, a pintura de Don Quintus vista nos capítulos 11 e 12 é realmente do diretor Spencer Gordon Bennet em traje de Don Q.

### Conexões com Zorro

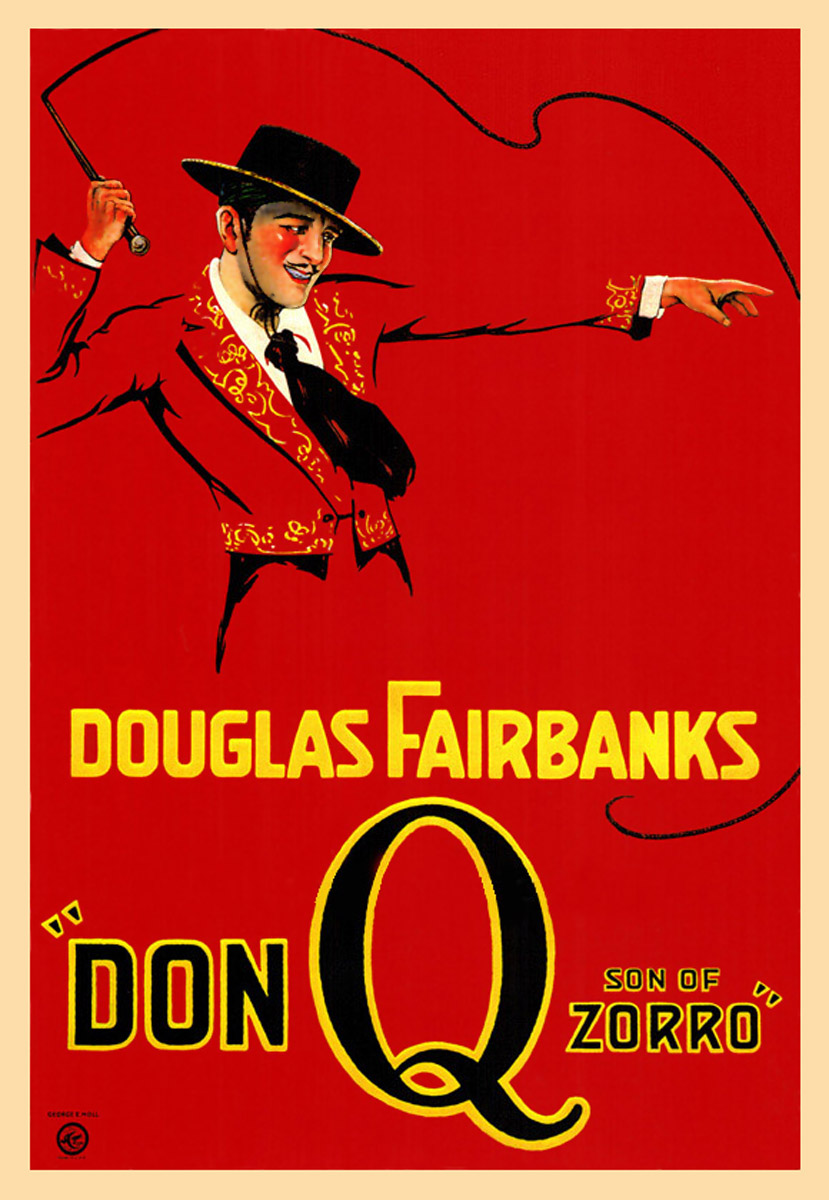
Pôster de Don Q, Son of Zorro (1925).

O título do seriado é uma referência ao filme Don Q, Son of Zorro de 1925, estrelado por Douglas Fairbanks, e o filme é uma sequência do filme The Mark of Zorro de 1920 e é levemente baseado no romance de 1909, Don Q.'s Love Story, escrito por Hesketh Hesketh-Prichard e sua mãe, Kate O'Brien Ryall Prichard. O personagem do livro, Don Quebranta Huesos, era uma espécie de Robin Hood espanhol, e Fairbanks interpreta Cesar, o filho de Don Diego Vega, personagem que ele mesmo interpretou no filme de 1920.
Idealizado pelo escritor norte-americano Johnston McCulley, a primeira aparição do lendário personagem Zorro aconteceu nas páginas da revista pulp All-Story Weekly, em 1919. Publicada em cinco edições, com o título de A Maldição de Capistrano. Em virtude do enorme sucesso do filme The Mark of Zorro, Fairbanks relançou a história sob o formato de um romance, que acabou recebendo o mesmo título do filme: The Mark of Zorro.
O personagem Zorro foi adaptado pela primeira vez pelo estúdio em 1936, em The Bold Caballero
A Republic Pictures lançou vários seriados inspirados no Zorro: Zorro Rides Again, em 1937; Zorro's Fighting Legion, em 1939; Son of Zorro, em 1947; e Ghost of Zorro, em 1949. O seriado Zorro's Black Whip de 1944 foi estrelado por uma mulher, a The Black Whip interpretada por Linda Stirling e, apesar de levar o nome de Zorro no título, o personagem Zorro não aparece em nenhum momento no seriado e nem ao menos é citado.Os seriados Don Daredevil Rides Again, de 1951, e Man with the Steel Whip, de 1954, utilizaram cenas de arquivo relativas ao herói mascarado.

## Lançamento
O lançamento oficial de Daughter of Don Q é datado de 27 de julho de 1946, apesar de essa ser a data da disponibilização do 6º capítulo.

## Capítulos
1. Multiple Murder (20min)
2. Vendetta (13min 20s)
3. Under the Knives (13min 20s)
4. Race to Destruction (13min 20s)
5. Blackout (13min 20s)
6. Forged Evidence (13min 20s)
7. Execution by Error (13min 20s)
8. Window to Death (13min 20s)
9. The Juggernaut (13min 20s)
10. Cremation (13min 20s)
11. Glass Guillotine (13min 20s)
12. Dead Man's Vengeance (13min 20s)[1][7]